# Železniční stanice Bejt Še'an
Železniční stanice Bejt Še'an (hebrejsky תחנת הרכבת בית שאן, Tachanat ha-rakevet Bejt Še'an) je železniční stanice na nově postavené, respektive po víc než 60 letech obnovené, železniční trati Haifa–Bejt Še'an v severním Izraeli. Leží v severní části Izraele, v Jizre'elském údolí, respektive v na něj navazujícím Charodském údolí v nadmořské výšce cca 120 metrů. Je situována do zemědělské krajiny na severním okraji města Bejt Še'an, poblíž vesnice Sde Nachum. Na silniční síť je napojena prostřednictvím kapacitní komunikace (silnice číslo 71).

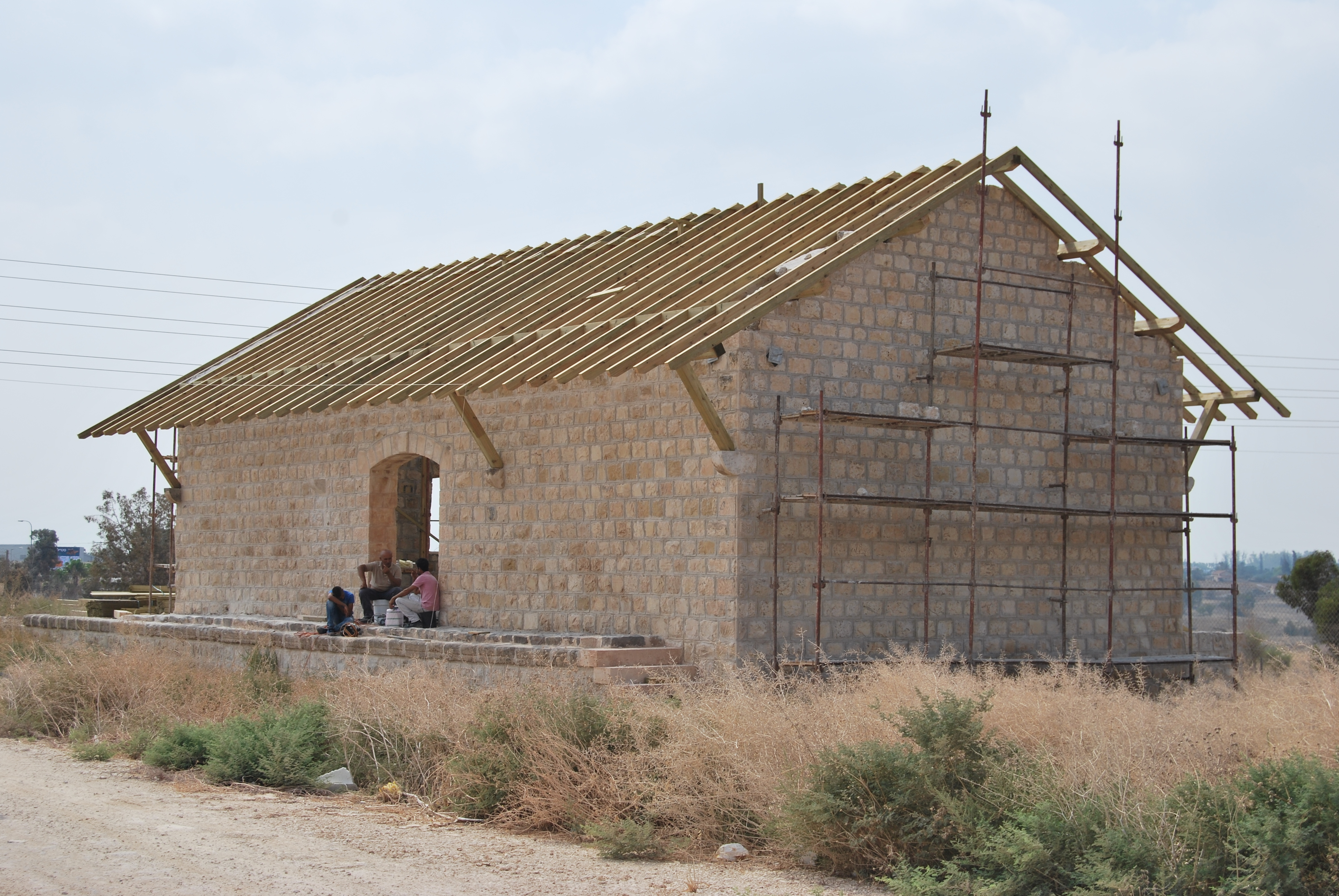
Historická budova železniční stanice v Bejt Še'anu z počátku 20. století. Snímek z r. 2014, kdy objekt procházel rekonstrukcí

Stanice byla uvedena do provozu 16. října 2016 ráno, kdy z Haify do Bejt Še'anu vyjel první vlak v rámci běžného jízdního řádu. Již předtím, koncem srpna 2016, projela po trati první souprava v rámci testovacího provozu. Trať navazuje na původní železniční spojení, které v této oblasti fungovalo v 1. polovině 20. století. Už tehdy se zde nacházela železniční stanice Bejt Še'an (o několik set metrů východně od současného vlakového terminálu), jejíž historická budova se dochovala, ovšem není již využita pro železniční provoz.